# Brignoliella michaeli
Espèce
Brignoliella michaeli est une espèce d'araignées aranéomorphes de la famille des Tetrablemmidae.

## Distribution
Cette espèce se rencontre en Malaisie péninsulaire et à Singapour.

## Description
Le mâle décrit par Lin, Koh, Koponen et Li en 2017 mesure 1,38 mm et la femelle 1,34 mm.

## Publication originale
- Lehtinen, 1981 : Spiders of the Oriental-Australian region. III. Tetrablemmidae, with a world revision. Acta Zoologica Fennica, vol. 162, p. 1-151.